# Германия на зимних Олимпийских играх 1952
Германия не участвовала в зимних Олимпийских играх 1948 года. Связано это было, во-первых, с её ролью в развязывании Второй мировой войны, а во-вторых, с тем, что её воссозданный в 1947 году НОК не представлял никакого международно признанного государства. В 1949 году была образована ФРГ, «Deutscher Olympischer Ausschuß» был переименован в Национальный Олимпийский комитет Германии и признан Международным олимпийским комитетом. Национальному Олимпийскому комитету ГДР в признании было отказано, спортсменам ГДР было рекомендовано выступать в единой германской команде вместе со спортсменами ФРГ. В 1952 году ГДР отказалась на это пойти, и поэтому под названием «Германия» тогда выступали только спортсмены ФРГ.
На Зимних Олимпийских играх 1952 года Германию представляли 53 человека (41 мужчина, 12 женщин) в 8 видах спорта, сумевшие завоевать три золотых, две серебряных и две бронзовые медали, что поместило германскую команду на 4-е место в неофициальном командном зачёте

## Медалисты
| Медаль  | Спортсмен                                              | Вид спорта        | Дисциплина                 |
| ------- | ------------------------------------------------------ | ----------------- | -------------------------- |
| Золото  | Андреас Остлер Лоренц Ниберль                          | Бобслей           | Мужчины, двойки            |
| Золото  | Андреас Остлер Лоренц Ниберль Фридрих Кун Франц Кемзер | Бобслей           | Мужчины, четвёрки          |
| Золото  | Риа Баран, Пауль Фальк                                 | Фигурное катание  | Спортивные пары            |
| Серебро | Аннемари Бухнер                                        | Горнолыжный спорт | Женщины, скоростной спуск  |
| Серебро | Осси Райхерт                                           | Горнолыжный спорт | Женщины, слалом            |
| Бронза  | Аннемари Бухнер                                        | Горнолыжный спорт | Женщины, гигантский слалом |
| Бронза  | Аннемари Бухнер                                        | Горнолыжный спорт | Женщины, слалом            |